# Бєсєдін Артем Юрійович
Арте́м Ю́рійович Бєсє́дін (нар. 31 березня 1996, Харків, Україна) — український футболіст, нападник чеського клубу«Лишень». Виступав за збірну України.

## Клубна кар'єра

### Ранні роки
У шестирічному віці батько відвів Артема в дитячу футбольну школу до першого тренера Юрія Анатолійовича Придибайла. У Харкові Бєсєдін грав за ДЮСШ № 13, «Арсенал», ХДВУФК № 1 та «Металіст», у червні 2012 перейшов до київського ДЮФШ «Динамо» ім. Лобановського.
У Києві Бєсєдіна було зараховано до групи, тренерами якої були Олексій Дроценко і Юрій Дмитрулін. З цією командою він завоював бронзові нагороди ДЮФЛУ (U-17), а сам нападник був одним із лідерів команди. У квітні 2013 року грав на турнірі «Кубок Спартака» у Москві, де суперниками юних динамівців були представники футбольних академій «Барселони», «Тоттенгема», «Бенфіки», «Селтіка» та «Спартака».

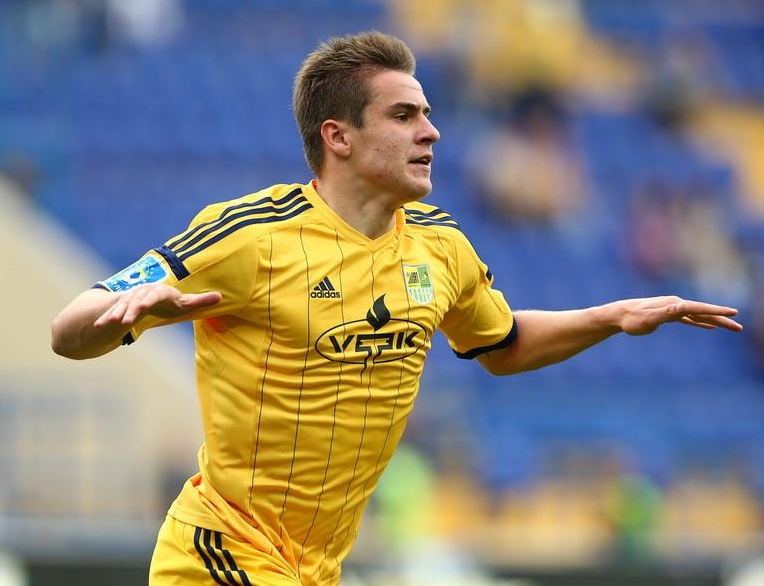
Бєсєдін святкує гол у «Металісті». 2015

Улітку 2013 року був зарахований до команди «Динамо» U-19, де грав під керівництвом Олексія Герасименка і з часом став одним із основних нападників. Паралельно залучався до матчів «дубля» під керівництвом Валентина Белькевича. У підсумку всього за сезон 2013/14 футболіст провів за обидві команди 37 матчів, у яких забив 19 голів.
Узимку 2015 року в послугах Бєсєдіна був зацікавлений тренер «Говерли» В'ячеслав Грозний, але до повноцінної оренди справа не дійшла.

### Оренда в «Металіст»
У березні 2015 року разом із ще двома «динамівцями» Євгеном Селіним і Дмитром Рижуком перейшов на правах оренди в харківський «Металіст», який відчував брак виконавців після відходу з команди легіонерів і бойкоту решти гравців старту весняної частини чемпіонату України через невиконання клубом контрактних зобов'язань перед ними.
У складі «Металіста» дебютував 4 березня 2015 року в рамках 1/4 фіналу Кубка України проти донецького «Шахтаря», замінивши після перерви Єгора Чегурка. У наступному календарному матчі харків'ян проти того ж «Шахтаря» футболіст зіграв свій перший матч у Прем'єр-лізі. У дебютній грі Бєсєдін вийшов у стартовому складі і після перерви був замінений на Богдана Бойчука. 27 грудня 2015 року стало відомо, що Артем повернувся у «Динамо».

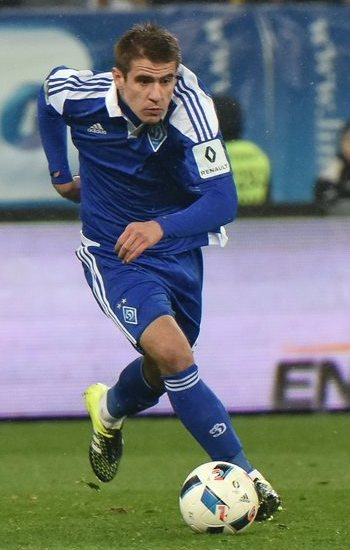
Виступ за «Динамо». 2016

### «Динамо»
У березні 2016 року Сергій Ребров включив гравця до першої команди. Дебютував Бєсєдін за «Динамо» 11 березня у чемпіонаті проти «Карпат», вийшовши на заміну на 78-й хвилині замість Лукаша Теодорчика. Із наступного сезону став стабільно залучатись до матчів команди. З «Динамо» Бєсєдін ставав срібним призером чемпіонату України та фіналістом Кубка. У 2018 та 2019 роках вигравав Суперкубок України.
19 грудня 2019 року «Динамо» було офіційно повідомлене про можливе порушення Артемом Бєсєдіним антидопінгових правил УЄФА. 26 лютого УЄФА відсторонило Бєсєдіна від участі у змаганнях терміном на один рік за порушення антидопінгових правил.

## Збірна
Виступав у складі юнацької збірної України до 19 років на юнацькому чемпіонаті Європи, який пройшов в Угорщині з 19 по 31 липня 2014 року. Українська команда посіла третє місце у своїй групі, що не дозволило їй потрапити до півфіналу турніру.
2015 року знову зі збірною України U-19 взяв участь у юнацькому чемпіонаті Європи. Свій виступ на юнацькому Євро-2015 українці розпочали з поразки від господарів турніру — греків. Наступний матч у складі з Бєсєдіним збірна програла одноліткам із Франції з рахунком 1:3. Третю відбіркову гру українці закінчили з нічийним рахунком і у підсумку залишили турнір (дві поразки і одна нічия).
З командою до 20 років взяв участь у молодіжному чемпіонаті світу 2015 року в Новій Зеландії, на якому забив 1 гол.
15 листопада 2016 року вперше зіграв за збірну України в товариському матчі зі збірною Сербії, ставши 250-м гравцем, який виходив на поле у складі головної національної команди країни за всю історію.
11 червня 2017 року він забив свій перший гол у матчі кваліфікації до чемпіонату світу з футболу 2018 року проти Фінляндії (2:1).
17 листопада 2019 року Бєсєдін забив свій другий гол за національну команду в кваліфікаційному матчі на Євро-2020 проти Сербії в Белграді (2:2). Завдяки цьому голу, забитому на 93-й хвилині, збірна України вперше у своїй історії без поразок завершила рік, а також кваліфікувалась на чемпіонат Європи 2020 року в перший кошик.
29 червня 2021 року Бєсєдін отримав перелом і пошкодження зв'язок коліна у матчі проти Швеції, через що він на півроку вибув із змагань.

## Статистика виступів
Статистичні дані наведено станом на 30 листопада 2022
| Сезон                | Команда              | Чемпіонат            | Чемпіонат | Чемпіонат | Кубок | Кубок | Кубок | Єврокубки | Єврокубки | Єврокубки | Інші кубки | Інші кубки | Інші кубки | Всього | Всього |
| Сезон                | Команда              | Змаг.                | Матчі     | Голи      | Змаг. | Матчі | Голи  | Змаг.     | Матчі     | Голи      | Змаг.      | Матчі      | Голи       | Матчі  | Голи   |
| -------------------- | -------------------- | -------------------- | --------- | --------- | ----- | ----- | ----- | --------- | --------- | --------- | ---------- | ---------- | ---------- | ------ | ------ |
| 2014—2015            | «Металіст»           | ПЛ                   | 8         | 1         | КУ    | 1     | 0     | ЛЄ        | 0         | 0         | —          | —          | —          | 9      | 1      |
| 2015—2016            | «Металіст»           | ПЛ                   | 11        | 0         | КУ    | 1     | 0     | ЛЄ        | 0         | 0         | —          | —          | —          | 12     | 0      |
| Всього в «Металісті» | Всього в «Металісті» | Всього в «Металісті» | 19        | 1         |       | 2     | 0     |           | 0         | 0         |            | 0          | 0          | 21     | 1      |
| 2015—2016            | «Динамо» К           | ПЛ                   | 1         | 0         | КУ    | 0     | 0     | ЛЧ        | 0         | 0         | —          | —          | —          | 1      | 0      |
| 2016—2017            | «Динамо» К           | ПЛ                   | 22        | 9         | КУ    | 2     | 0     | ЛЧ        | 3         | 1         | СК         | 0          | 0          | 27     | 10     |
| 2017—2018            | «Динамо» К           | ПЛ                   | 23        | 6         | КУ    | 4     | 2     | ЛЄ        | 8         | 0         | СК         | 1          | 0          | 36     | 8      |
| 2018—2019            | «Динамо» К           | ПЛ                   | 12        | 2         | КУ    | 0     | 0     | ЛЧ / ЛЄ   | 2+3       | 1+0       | СК         | 1          | 0          | 18     | 3      |
| 2019—2020            | «Динамо» К           | ПЛ                   | 13        | 8         | КУ    | 1     | 0     | ЛЧ / ЛЄ   | 2+6       | 0         | СК         | 1          | 0          | 23     | 8      |
| 2020—2021            | «Динамо» К           | ПЛ                   | 12        | 5         | КУ    | 3     | 1     | ЛЧ /ЛЄ    | 0+3       | 0         | СК         | 0          | 0          | 18     | 6      |
| 2021—2022            | «Динамо» К           | ПЛ                   | 0         | 0         | КУ    | 0     | 0     | ЛЧ        | 0         | 0         | СК         | 0          | 0          | 0      | 0      |
| 2022—2023            | «Динамо» К           | ПЛ                   | 9         | 0         | -     | -     | -     | ЛЧ/ЛЄ     | 6+5       | 0         | -          | -          | -          | 20     | 0      |
| Всього в «Динамо» К  | Всього в «Динамо» К  | Всього в «Динамо» К  | 92        | 30        |       | 10    | 3     |           | 38        | 2         |            | 3          | 0          | 143    | 35     |
| Всього за кар'єру    | Всього за кар'єру    | Всього за кар'єру    | 111       | 31        |       | 12    | 3     |           | 38        | 2         |            | 3          | 0          | 164    | 36     |

### Матчі за збірну
Статистичні дані наведено станом на 29 червня 2021 року
| Дата       | Місто        | Господарі         | Результат | Гості              | Турнір                  | Голи | Примітки |
| ---------- | ------------ | ----------------- | --------- | ------------------ | ----------------------- | ---- | -------- |
| 15-11-2016 | Харків       | Україна           | 2 – 0     | Сербія             | товариський матч        | -    | 62'      |
| 24-3-2017  | Загреб       | Хорватія          | 1 – 0     | Україна            | Відбір до ЧС 2018       | -    | 85'      |
| 6-6-2017   | Ґрац         | Україна           | 0 – 1     | Мальта             | товариський матч        | -    | 46'      |
| 11-6-2017  | Тампере      | Фінляндія         | 1 – 2     | Україна            | Відбір до ЧС 2018       | 1    | 65'      |
| 2-9-2017   | Харків       | Україна           | 2 – 0     | Туреччина          | Відбір до ЧС 2018       | -    | 70'      |
| 5-9-2017   | Рейк'явік    | Ісландія          | 2 – 0     | Україна            | Відбір до ЧС 2018       | -    | 71'      |
| 9-10-2017  | Київ         | Україна           | 0 – 2     | Хорватія           | Відбір до ЧС 2018       | -    | 78'      |
| 23-3-2018  | Марбелья     | Саудівська Аравія | 1 – 1     | Україна            | товариський матч        | -    | 85'      |
| 27-3-2018  | Льєж         | Японія            | 2 – 1     | Україна            | товариський матч        | -    |          |
| 31-5-2018  | Лансі        | Марокко           | 0 – 0     | Україна            | товариський матч        | -    | 85'      |
| 3-6-2018   | Евіан-ле-Бен | Албанія           | 1 – 4     | Україна            | товариський матч        | -    | 46'      |
| 14-11-2019 | Запоріжжя    | Україна           | 1 – 0     | Естонія            | товариський матч        | -    |          |
| 17-11-2019 | Белград      | Сербія            | 2 – 2     | Україна            | Відбір до ЧЄ 2020       | 1    | 77'      |
| 23-05-2021 | Харків       | Україна           | 1 – 1     | Бахрейн            | товариський матч        | -    | 46'      |
| 03-06-2021 | Дніпро       | Україна           | 1 – 0     | Північна Ірландія  | товариський матч        | -    | 46'      |
| 07-06-2021 | Харків       | Україна           | 4 – 0     | Кіпр               | товариський матч        | -    | 67'      |
| 17-06-2021 | Бухарест     | Україна           | 2 – 1     | Північна Македонія | ЧЄ 2020 - груповий етап | -    | 70'      |
| 21-06-2021 | Бухарест     | Україна           | 0 – 1     | Австрія            | ЧЄ 2020 - груповий етап | -    | 85'      |
| 29-06-2021 | Глазго       | Швеція            | 1 – 2     | Україна            | ЧЄ 2020 - 1/8 фіналу    | -    | 90' 101' |
| Усього     |              | Матчів            | 19        |                    | Голів                   | 2    |          |

## Досягнення
- Чемпіон України (2): 2015/16, 2020/21
- Володар Суперкубка України (2): 2018, 2019
- Володар Кубка України (1): 2019/20
- Володар Кубка Кіпру (1): 2022/23
- Чемпіон Казахстану (1): 2023